# Lista orașelor din Croația
În Croația se află 122 de orașe înregistrate oficial.

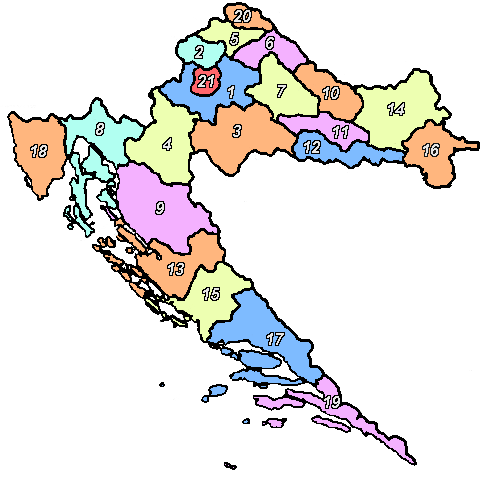
O hartă a Croaţiei şi a subdiviziunilor acesteia.

| - Bakar - Baska Voda - Beli Manastir - Belišće - Benkovac - Bjelovar - Biograd na Moru - Buje - Buzet - Cavtat - Cres - Crikvenica - Čabar - Čakovec - Čazma - Daruvar - Delnice - Donja Stubica - Donji Miholjac - Drvenik - Drniš - Dubrovnik - Duga Resa - Dugo Selo - Đakovo - Đurđevac - Garešnica - Glina - Gospić - Gradac - Grubišno Polje | - Hrvatska Kostajnica - Hvar - Ilok - Imotski - Ivanec - Ivanić Grad - Jastrebarsko - Karlovac - Kastav - Kaštela - Klanjec - Knin - Komiža - Koprivnica - Korčula - Kraljevica - Krapina - Križevci - Krk - Kutina - Labin - Lepoglava - Lipik - Ludbreg - Makarska - Mali Lošinj - Metković - Mursko Središće - Našice - Nin - Nova Gradiška | - Novalja - Novi Marof - Novi Vinodolski - Novigrad - Novska - Obrovac - Ogulin - Omiš - Opatija - Opuzen - Orahovica - Oroslavje - Osijek - Otočac - Ozalj - Pag - Pakrac - Pazin - Petrinja - Pleternica - Ploče - Podaca - Podgora - Poreč - Požega - Pregrada - Prelog - Pula - Rab - Rijeka - Rovinj | - Samobor - Senj - Sinj - Sisak - Skradin - Slatina - Slavonski Brod - Slunj - Solin - Split - Supetar - Sveti Ivan Zelina - Šibenik - Trogir - Tucepi - Umag - Valpovo - Varaždin - Varaždinske Toplice - Velika Gorica - Vinkovci - Virovitica - Vodice - Vrbovec - Vrbovsko - Vukovar - Zabok - Zadar - Zagreb - Zlatar - Županja |